# Heavenly Creatures
Heavenly Creatures és una pel·lícula de l'any 1994 dirigida per Peter Jackson i protagonitzada per Kate Winslet i Melanie Lynskey. Basada en el cas veridic Parker-Hulme

## Argument
La molt alegre Juliet Hulme (Kate Winslet) i la solitària Pauline Parker (Melanie Lynskey) són alumnes d'un prestigiós institut de Christchurch (Nova Zelanda). A la Setmana Santa del 1953, les dues adolescents passen uns dies a Port Levy, fent-se amigues inseparables. Més endavant, Juliet emmalalteix de tuberculosi i diu a Pauline que té una clau amb la qual poden accedir al quart món, Borovnia, un univers paral·lel i meravellós. La dependència sentimental entre elles començarà a preocupar els seus pares. A més, les seues fantasies els fan perdre tot contacte amb la realitat.

## Context històric i artístic
El juny del 1954, dues adolescents de Nova Zelanda van matar a cops de maó Honora Rieper. La víctima era mare d'una d'elles, Pauline Parker, que va cometre el crim en companyia de la seua inseparable amiga Juliet Hulme. Més endavant, fent-se dir Anne Perry, Juliet triomfaria com a novel·lista policíaca. Quaranta anys després del crim en el parc, Peter Jackson, considerat aleshores el més grotesc i brillant dels directors de cinema gore, va llegir el diari personal de Pauline i escriuria un guió inspirat en els fets. Lluny del realisme de la crònica negra, realitzaria una torbadora i inclassificable pel·lícula en la qual s'imposa el sentit impressionista i líric. Plena a parts iguals de tendresa, sensualitat, perversitat i fantasia, en aquesta faula s'argumenta la negació d'unes normes i conductes en l'àmbit de l'ordenada societat neozelandesa dels anys cinquanta. Però també hi ha lloc per a l'alliberament moral, la imaginació desinhibida i la poètica de la maldat. Juliet i Pauline comparteixen el somni evasiu i plaent d'un món secret, sobrenatural i paral·lel, Borovnia, poblat per enormes papallones, magnífics unicorns i estàtues cantaires. Meravellosos monstres que anticipen l'esplendorós bestiari mitològic del futur adaptador dels llibres de J. R. R. Tolkien, l'esmentat Jackson, qui fa propi el tribut de Pauline als seus herois Mario Lanza, James Mason i Orson Welles.
Destaca el disseny de producció de Grant Major i la fotografia d'Alun Bollinger, que fixa la mirada entre idíl·lica i morbosa d'un cineasta situat a l'altra banda de l'espill i, sens dubte, proper a l'univers oníric de Lewis Carroll. Aquesta vegada, però, Alícia s'embruta les mans de sang. Caracteritza la dolça i malsana Juliet la llavors debutant Kate Winslet, qui després va ésser parella de Leonardo DiCaprio en la més titànica de les pel·lícules de catàstrofes marines: Titanic.

## Frases cèlebres
| « | "És un miracle que aquestes dues criatures celestials existeixin. Els seus ulls, tan diferents, amaguen misteris estranys. En els meus ulls marrons brilla un odi ardent. La gelada burla centelleja en els teus ulls grisos, despectius i cruels. Per què els homes són tan estúpids que no comprenen la saviesa que s'amaga en aquests ulls?... Tu i jo som persones meravelloses." (Melanie Lynskey / Pauline) | » |

| « | Juliet Hulme: "Les millors persones tenen pits en mal estat i malalties òssies. Tot és terriblement romàntic." | » |

| « | Juliet Hulme: "Només les millors persones lluiten contra tots els obstacles a la recerca de la felicitat." | » |

| « | Juliet Hulme: "Per descomptat que no! Orson Welles! Uf! El més horrible de tots els homes vius! | » |

| « | Pauline Parker: "És una història en tres actes i amb un final tràgic." | » |

## Curiositats
- Gairebé tots els indrets emprats per a la filmació van ésser els llocs autèntics on es van produir els fets (fins i tot, la teteria on Honora Parker va menjar el seu darrer àpat fou enderrocada pocs dies després que acabés el rodatge).[3]
- Fou el primer film de Kate Winslet i Melanie Lynskey.[3]
- Melanie Lynskey i Kate Winslet s'esforçaven tant en interpretar d'una manera realista els seus respectius personatges que, fins i tot, interactuaven entre si com a tals quan no actuaven.[3]
- Una fotografia a la paret del dormitori de Pauline mostra, de fet, l'autèntica Juliet Hulme.[3]
- La major part de l'elenc fou seleccionada a causa de la seua semblança física amb els personatges de la història real.[3]
- Melanie Lynskey fou contractada dues setmanes abans de començar el rodatge: Fran Walsh la va descobrir al darrer minut mentre escorcollava instituts cercant noies amb un aspecte similar al de Pauline Parker.[3]
- Kate Winslet fou una de les 175 noies que es van presentar a les proves per a interpretar el paper de Juliet Hulme.[3]
- El productor Jim Booth va morir poc després de filmar la pel·lícula, la qual és dedicada a la seua memòria.[3]
- Segons la revista Time, és una de les deu millors pel·lícules del 1994.[3]
- És inclosa al llibre 1001 Movies You Must See Before You Die (1001 pel·lícules que cal veure abans de morir) editat per Steven Jay Schneider.[3]

## Errades del film
- Bright and Shiny, el disc LP de Doris Day que Steve compra i mostra a la família fou enregistrat, de fet, uns quants anys després dels esdeveniments narrats a la pel·lícula: el 1961.[3]
- La fotografia de Mario Lanza amb una camisa blava és un fotograma de la pel·lícula Arrivederci Roma, la qual fou estrenada el 1958 (quatre anys després dels successos mostrats al film).[4]
- Quan Pauline és malalta al llit, la torrada que té a la mà desapareix i reapareix.[4]

## Premis
- 1994: nominada a l'Oscar (Millor Guió Original)
- 1994: Festival Internacional de Cinema de Venècia (Lleó de Plata)
- 1994: Festival Internacional de Cinema de Toronto (Millor Director per a Peter Jackson)
- 1995: New Zealand Film and Television Awards (10 premis)[5]